# P/E
Begrebet P/E står for price/earnings og bruges af virksomheds- og aktieanalytikere. P/E måler, hvor mange penge en investor skal betale for en årlig indtjening på en krone ved køb af en aktie. P/E udregnes som den nuværende pris for en aktie (dvs. aktiekursen), P, divideret med enten et gennemsnit af tidligere nettoindtjening over en periode eller en vurdering af fremtidig nettoindtjening.

## Historisk P/E
P/E(10) er det mest almindelige mål og fremkommer ved at dividere den nuværende aktiepris med de sidste 10 års gennemsnitlige årlige indtjening pr. aktie. Dette historiske mål er ikke nødvendigvis et godt mål for fremtidig indtjening. Derfor kan f.eks. P/E(5), som kun måler over de sidste fem år, også bruges, hvis selskabet har oplevet ændring i væksten.

## Fremtidig P/E
Et bedre mål for værdisætning af aktier er at estimere den fremtidige indtjening og bruge den til P/E. Det er nemlig ikke altid, et historisk P/E giver et godt billede af fremtidig P/E. F.eks. har mange virksomheder haft negativ indtjening i en periode, men kan vise gode tal i de seneste perioder i en klar trend. Sådan et firma har formodet forventning om højere fremtidig indtjening end den gennemsnitlige historiske P/E ville antage.
F.eks. benyttes estimater af fremtidig indtjening til at udregne P/E(forward), og her er der også tale om en vurdering af den gennemsnitlige årlige indtjening i en vilkårlig lang periode (i hvert fald så længe, man ejer aktien).  En vækstaktie, som har dårlig historisk indtjening, f.eks. Vestas i 2003, vil kunne udvise årlige forbedringer i indtjeningen, der senere vil give positiv indtjening. Dermed bliver historisk P/E ubrugelig for mange selskaber, mens estimeret P/E(forward) kan være særdeles brugbar.

## Betydning og brug i investering
En lav P/E er som udgangspunkt godt: Hvis overskuddet fra virksomheden falder, og markedskursen på aktien er uændret, vil P/E stige og gøre aktien mindre attraktiv. Hvis prisen på en aktie falder uden tydelige ændringer i fremtidig indtjening, bliver den tilsvarende mere attraktiv, fordi P/E(forward) falder. 
P/E kan også relateres til to andre finansielle nøgletal, K/I (Kurs/indre værdi) og egenkapitalafkastet (ROE) ved hjælp af sammenhængen:
P/E = (K/I)  /   ROE
Her udregnes ROE som en brøkdel, eller som procentdel hvis man ganger med 100.
Det ses heraf, at hvis kursen svarer til den indre værdi i selskabet, som omtrent gælder for en aktie, der ligesom en obligation er meget prisstabil, så er forretningen af egenkapitalen den omvendte af P/E. Dvs en forrentning på 4% (ROE = 0,04) svarer til P/E = 25.
En P/E(forward) på 25 betyder derfor, at investoren skal betale ca. 25 kroner for et forventet fremtidigt årligt overskud på 1 krone. Det svarer omtrent til en forrentning af investeringen på 4 %. 